# Saint-Jean-aux-Amognes
Pour les articles homonymes, voir Saint-Jean.
Saint-Jean-aux-Amognes est une commune française, située dans le département de la Nièvre en région Bourgogne-Franche-Comté à 15 km de Nevers. Les habitants se nomment les Johannais.

## Géographie

### Hydrographie
Ce village au cœur des Amognes est arrosé par le ruisseau " Des Forges ". Il est à une altitude de 250 mètres.

### Villages, hameaux, lieux-dits, écarts
- Le Bourg - Céoby - Cougny (Coriaco) - le Crôt - Lichy (Luxiaco)- le Pérou - Neufond - Saint-Péraville - Séjean - Sury - Prijat - Trélaigues - le Gressy.

### Climat
Pour des articles plus généraux, voir Climat de la Bourgogne-Franche-Comté et Climat de la Nièvre.
En 2010, le climat de la commune est de type climat océanique dégradé des plaines du Centre et du Nord, selon une étude du Centre national de la recherche scientifique s'appuyant sur une série de données couvrant la période 1971-2000. En 2020, Météo-France publie une typologie des climats de la France métropolitaine dans laquelle la commune est exposée à un climat océanique altéré et est dans la région climatique  Centre et contreforts nord du Massif Central, caractérisée par un air sec en été et un bon ensoleillement. 
Pour la période 1971-2000, la température annuelle moyenne est de 11 °C, avec une amplitude thermique annuelle de 15,9 °C. Le cumul annuel moyen de précipitations est de 946 mm, avec 12,5 jours de précipitations en janvier et 8,1 jours en juillet. Pour la période 1991-2020, la température moyenne annuelle observée sur la station météorologique de Météo-France la plus proche, « Ourouer », sur la commune de Vaux d'Amognes à 5 km à vol d'oiseau, est de 11,3 °C et le cumul annuel moyen de précipitations est de 889,3 mm. 
La température maximale relevée sur cette station est de 41,5 °C, atteinte le 7 août 2003 ; la température minimale est de −13,5 °C, atteinte le 1er mars 2005,,. 
Les paramètres climatiques de la commune ont été estimés pour le milieu du siècle (2041-2070) selon différents scénarios d'émission de gaz à effet de serre à partir des nouvelles projections climatiques de référence DRIAS-2020. Ils sont consultables sur un site dédié publié par Météo-France en novembre 2022.

## Urbanisme

### Typologie
Au 1er janvier 2024, Saint-Jean-aux-Amognes est catégorisée commune rurale à habitat dispersé, selon la nouvelle grille communale de densité à sept niveaux définie par l'Insee en 2022.
Elle est située hors unité urbaine. Par ailleurs la commune fait partie de l'aire d'attraction de Nevers, dont elle est une commune de la couronne,. Cette aire, qui regroupe 93 communes, est catégorisée dans les aires de 50 000 à moins de 200 000 habitants,.

### Occupation des sols
L'occupation des sols de la commune, telle qu'elle ressort de la base de données européenne d’occupation biophysique des sols Corine Land Cover (CLC), est marquée par l'importance des territoires agricoles (89,4 % en 2018), une proportion identique à celle de 1990 (89,4 %). La répartition détaillée en 2018 est la suivante : terres arables (52,3 %), prairies (36,3 %), forêts (10,6 %), zones agricoles hétérogènes (0,8 %). L'évolution de l’occupation des sols de la commune et de ses infrastructures peut être observée sur les différentes représentations cartographiques du territoire : la carte de Cassini (XVIIIe siècle), la carte d'état-major (1820-1866) et les cartes ou photos aériennes de l'IGN pour la période actuelle (1950 à aujourd'hui).

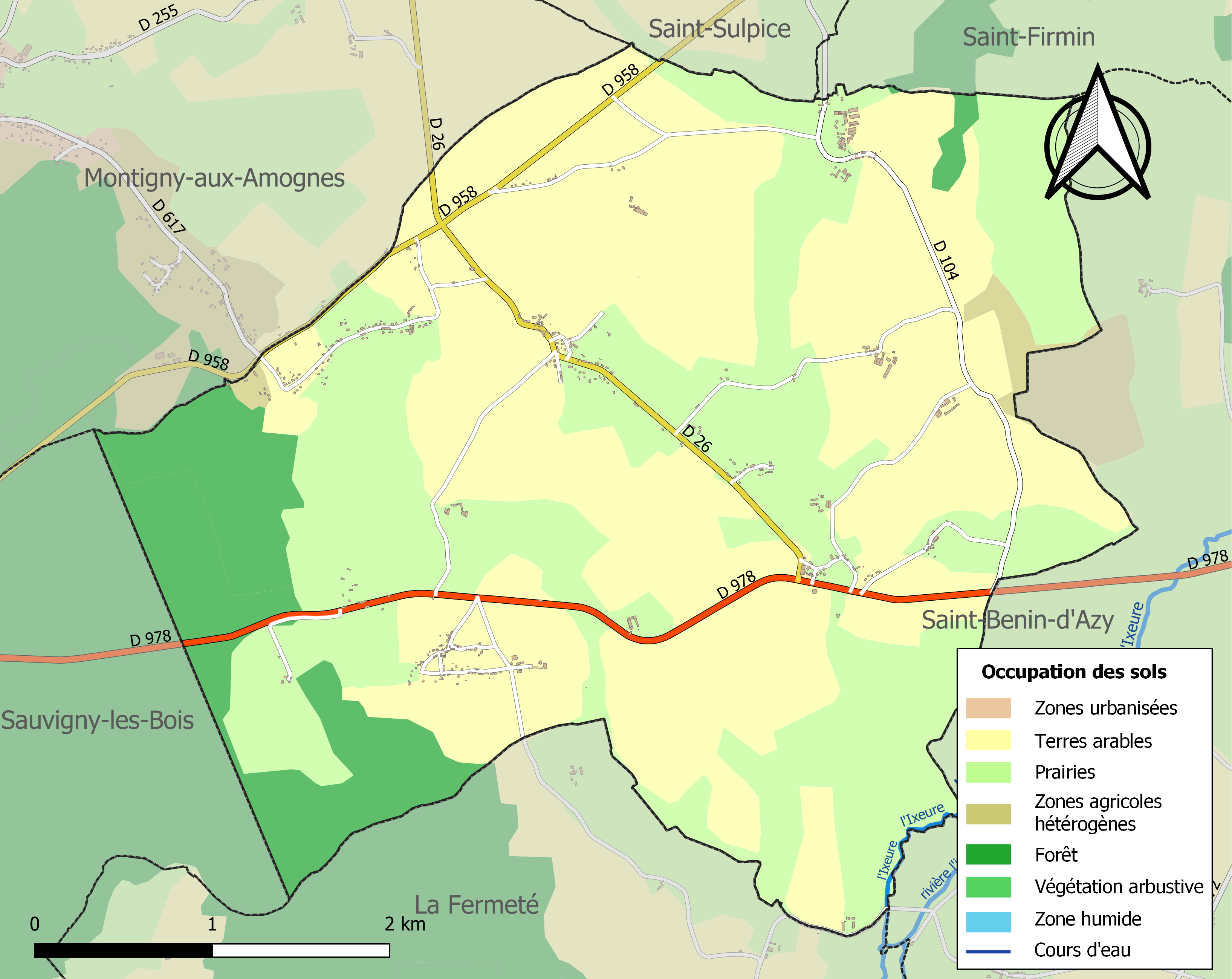
Carte des infrastructures et de l'occupation des sols de la commune en 2018 (CLC).

## Histoire
Des éléments de tuiles à rebord, ainsi que des médailles de l'époque gallo-romaine atteste l'occupation des lieux dès cette époque. Le hameau de Cougny, dépendait de l'abbaye de Saint-Martin d'Autun, possession confirmée en 1164, par une bulle du pape Alexandre III, alors réfugié en France, "  Ecclesiam Coriaco ".
Saint-Péraville, était autrefois une paroisse (Saint-Père-la-Ville), avec un prieuré fondé en 1062, et qui fut possession de l'abbaye de Cluny.
En 1090, Hugues de Montignac fait don de l'église et de la cure de Lichy (Ecclesiam cum curte de Luxiaco) afin de contribuer à la création du prieuré de Saint-Etienne de Nevers. La paroisse est connue sous le nom de Saint-Jean de Lichy dès 1232 (Parrochia Beati Johannis de Lissiaco) et ce jusqu'à la Révolution. C'est en 1725, que la paroisse de Saint-Péraville est rattachée à celle de Saint-Jean de Lichy. Avant la Révolution française, Saint-Jean de Lichy était une annexe de la commanderie du Feuilloux, elle-même dépendante de la commanderie de La Croix-au-Bost,. Quant au fief, il relevait de la châtellenie de Nevers.
Saint-Jean de Lichy devient la commune de Jean-aux-Amognes pendant la période révolutionnaire puis Saint-Jean-aux-Amognes

## Politique et administration

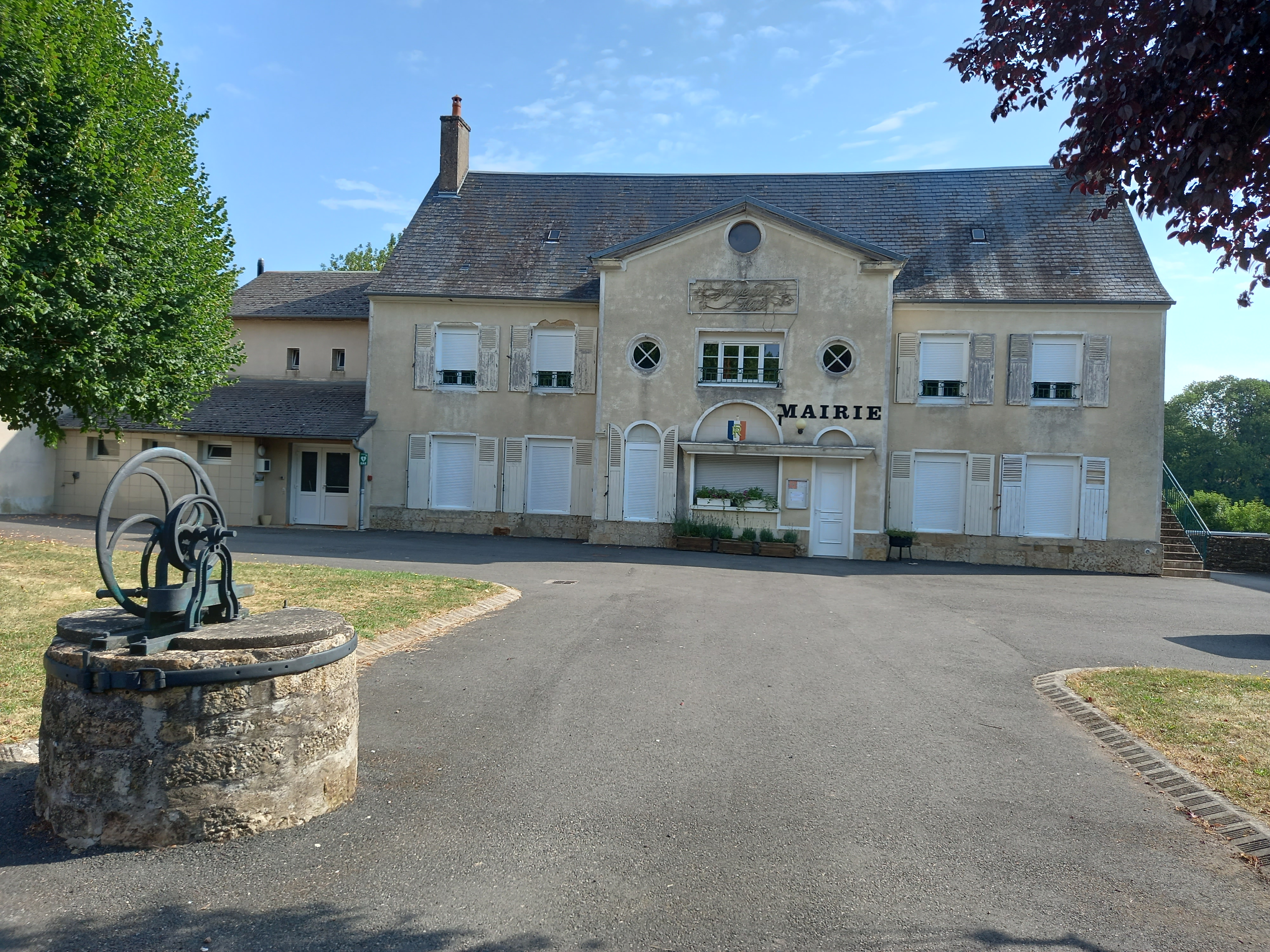
Mairie.

| Période                                  | Période  | Identité                     | Étiquette | Qualité                                   |
| ---------------------------------------- | -------- | ---------------------------- | --------- | ----------------------------------------- |
| mars 2001                                | en cours | Robert Vincent               | SE        | Ingénieur et cadre technique d'entreprise |
|                                          |          |                              |           |                                           |
| 1804                                     |          | Jean-Claude Flamen d'Assigny |           |                                           |
| Les données manquantes sont à compléter. |          |                              |           |                                           |

## Démographie

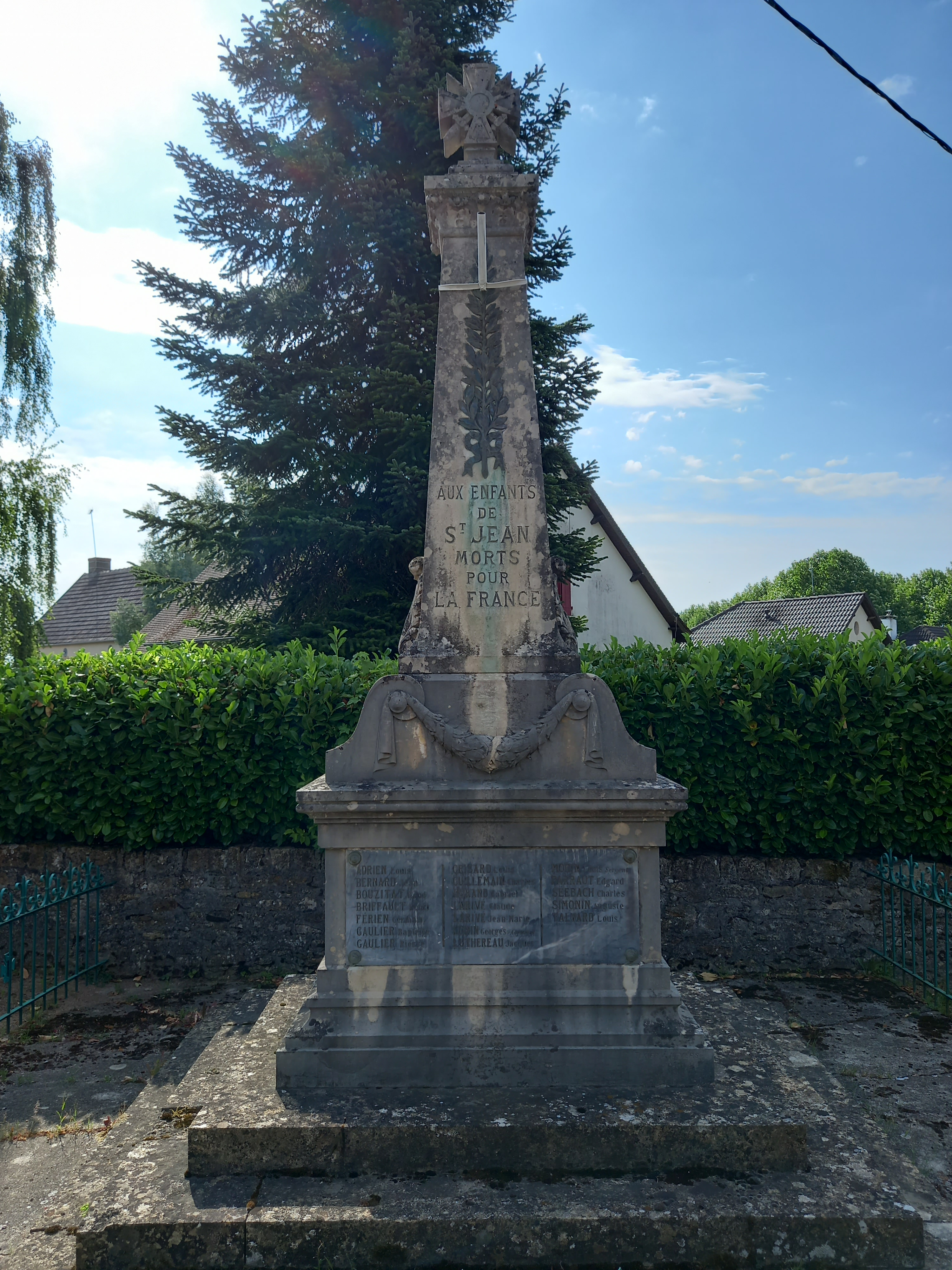
Monument aux morts

L'évolution du nombre d'habitants est connue à travers les recensements de la population effectués dans la commune depuis 1793. Pour les communes de moins de 10 000 habitants, une enquête de recensement portant sur toute la population est réalisée tous les cinq ans, les populations de référence des années intermédiaires étant quant à elles estimées par interpolation ou extrapolation. Pour la commune, le premier recensement exhaustif entrant dans le cadre du nouveau dispositif a été réalisé en 2007.

En 2022, la commune comptait 526 habitants, en évolution de +4,99 % par rapport à 2016 (Nièvre : −3,28 %, France hors Mayotte : +2,11 %).
| 1793 | 1800 | 1806 | 1821 | 1831 | 1836 | 1841 | 1846 | 1851 |
| ---- | ---- | ---- | ---- | ---- | ---- | ---- | ---- | ---- |
| 551  | 468  | 513  | 644  | 557  | 561  | 583  | 563  | 568  |

| 1856 | 1861 | 1866 | 1872 | 1876 | 1881 | 1886 | 1891 | 1896 |
| ---- | ---- | ---- | ---- | ---- | ---- | ---- | ---- | ---- |
| 553  | 567  | 582  | 530  | 548  | 574  | 563  | 590  | 546  |

| 1901 | 1906 | 1911 | 1921 | 1926 | 1931 | 1936 | 1946 | 1954 |
| ---- | ---- | ---- | ---- | ---- | ---- | ---- | ---- | ---- |
| 508  | 490  | 457  | 413  | 396  | 364  | 370  | 301  | 315  |

| 1962 | 1968 | 1975 | 1982 | 1990 | 1999 | 2006 | 2007 | 2012 |
| ---- | ---- | ---- | ---- | ---- | ---- | ---- | ---- | ---- |
| 373  | 344  | 300  | 340  | 452  | 466  | 463  | 462  | 505  |

| 2017 | 2022 | - | - | - | - | - | - | - |
| ---- | ---- | - | - | - | - | - | - | - |
| 492  | 526  | - | - | - | - | - | - | - |

## Lieux et monuments
- Château de Sury[23] : Le château de Sury a été construit à Saint-Jean-aux-Amognes dans la première moitié du XVIIe siècle, et il est devenu la propriété de la famille Milliet de Faverges à la fin du XVIIIe siècle.
- Ancienne gare du Tacot : cette gare inaugurée en 1910 était située sur la ligne Nevers-Corbigny. Elle passait notamment vers les villages voisins comme Montigny-aux-Amognes et Saint-Benin d'Azy. Son activité fut arrêtée dans les années 1930. Aujourd'hui, le chemin reliant la mairie à l'ancienne gare du Tacot est appelé "chemin de la Gare".

Religieux
- Église Saint-Jean-Baptiste, elle fut plusieurs fois remaniée et présente des chapiteaux romans, des croisées d'ogives du XVIe siècle, une chapelle du XIXe siècle. Retable de l’Annonciation en pierre XVIe siècle. Une statue de  Sainte Agathe en pierre du XVe siècle, et  Classé MH (1970)[24]

## Personnalités liées à la commune
- Philibert de Houppe, écuyer, est seigneur de Lichy en 1519. Fils de Charles et d'Heliete de Frasnay, dame de Vermenoux.
- Jean-Claude Flamen d'Assigny (1741-1827), dernier seigneur, puis maire en 1804.

## Manifestations, loisirs et activités
- La foire de printemps[25] : la place du village est occupée durant un dimanche pour la présentation de producteurs et artisans locaux. Il est aussi proposé un vide-greniers (gratuit) qui s'étend sur la route principale du Bourg. Cet événement est organisé par le Comité des fêtes de Saint-Jean-Aux-Amognes.
- Club Hippique de Cougny.